# Горнате-Олона
Горнате-Олона, Ґорнате-Олона (італ. Gornate-Olona) — муніципалітет в Італії, у регіоні Ломбардія,  провінція Варезе.
Горнате-Олона розташоване на відстані близько 520 км на північний захід від Рима, 40 км на північний захід від Мілана, 10 км на південь від Варезе.
Населення — 2245 осіб (2014).

## Демографія
Населення за роками:

Станом на 1 січня 2023 року в муніципалітеті офіційно проживало 65 іноземців з 15 країн, серед них 18 громадян країн Євросоюзу та 3 громадяни України.

## Сусідні муніципалітети
- Карнаго
- Каронно-Варезіно
- Кастельсепріо
- Кастільйоне-Олона
- Лонате-Чеппіно
- Мораццоне
- Венегоно-Інферіоре